# E6 (Szwecja)
Droga europejska 6 (szw. Europaväg 6) – droga w Szwecji o długości 480 kilometrów, będąca odcinkiem trasy europejskiej E6, przebiegająca przez trzy regiony: Västra Götaland, Halland i Skania. Niemal przez całą długość drogi jest oznakowana jako autostrada, na której obowiązuje ograniczenie prędkości do 110 km/h, natomiast między Skottorpem a Varbergiem (o długości 96 km) do 120 km/h.

## Przebieg
Droga E6 rozpoczyna się w miejscowości Maglarp w okolicach Trelleborga, natomiast oznaczenie autostrady – przy 7. kilometrze. Przebiega głównie przez obwodnice Malmö, Ängelholm, Falkenberg, Göteborg, Uddevalla do granicy szwedzko-norweskiej na moście Svinesund w okolicach miejscowości Nordby.

## Galeria

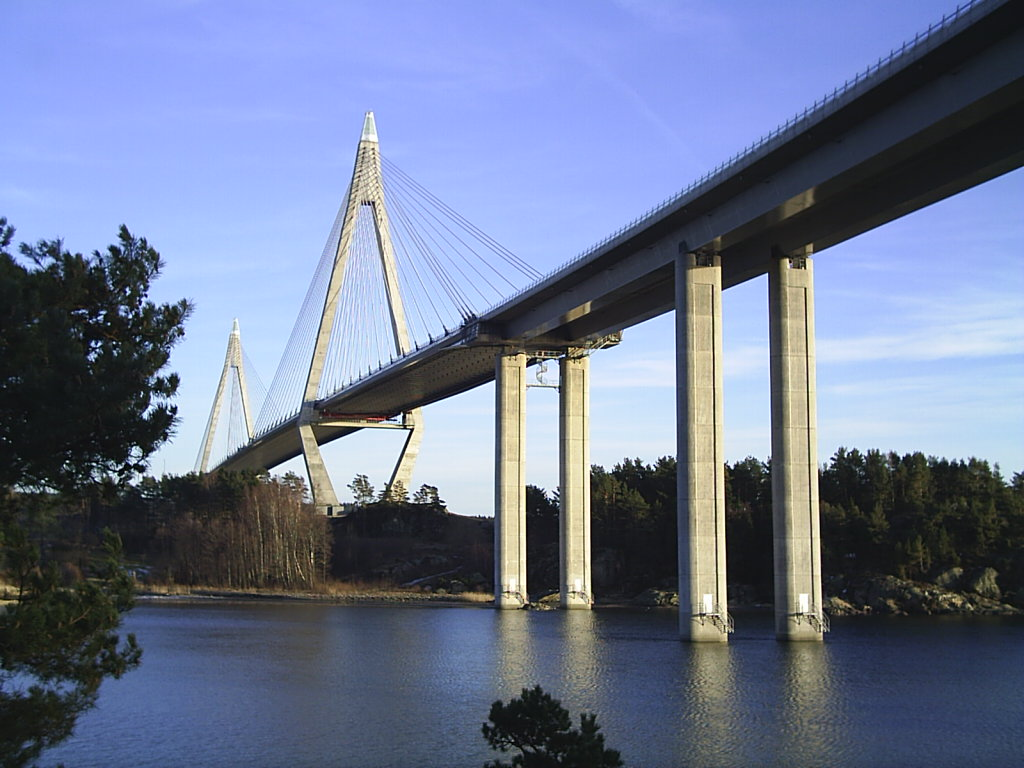
Most Uddevalla
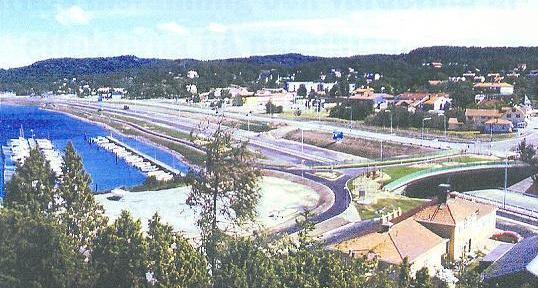
E6 wzdłuż plaży w Ljungskile
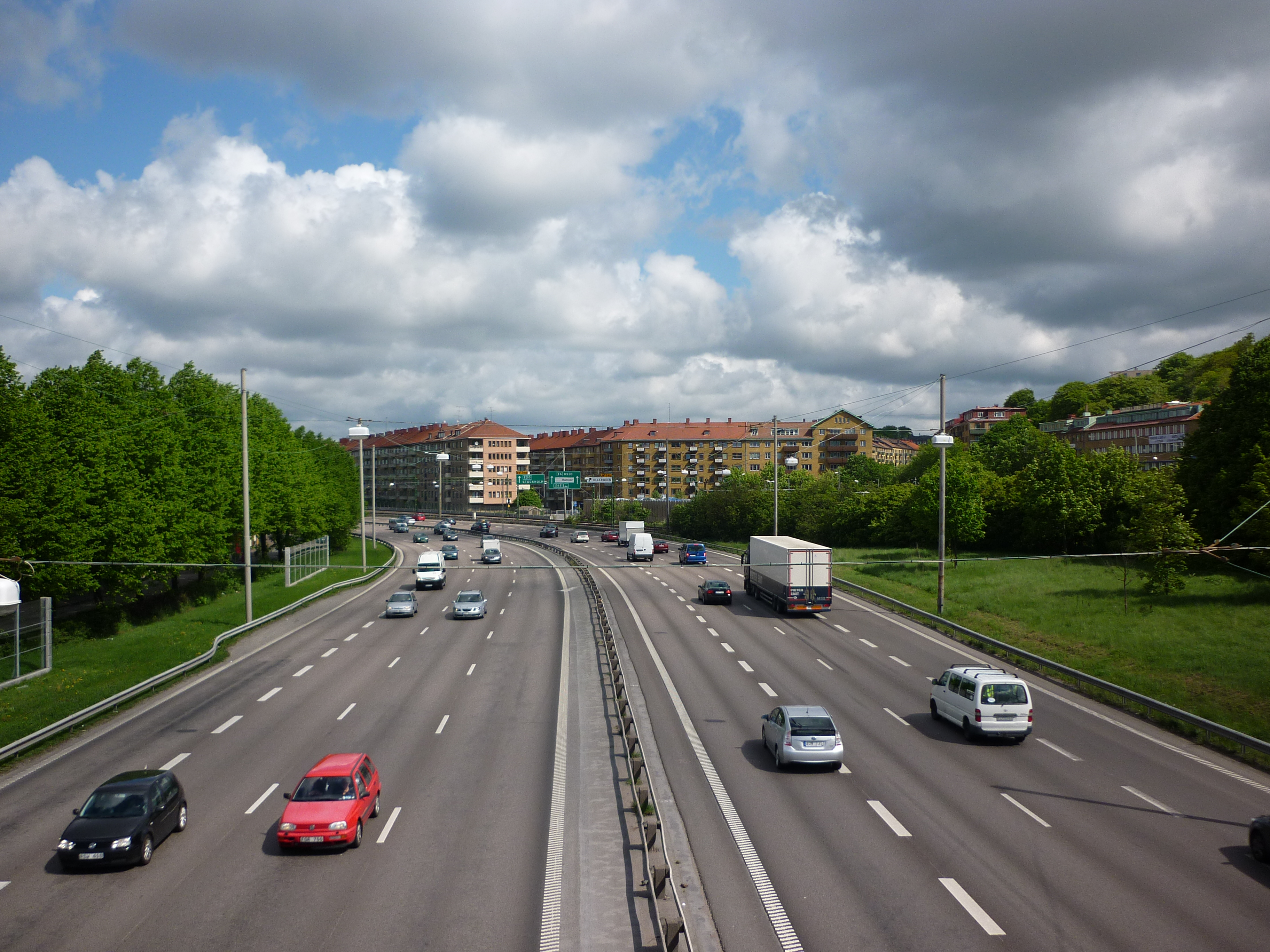
Odcinek autostrady na południe od węzła Olskroksmotet w Göteborgu
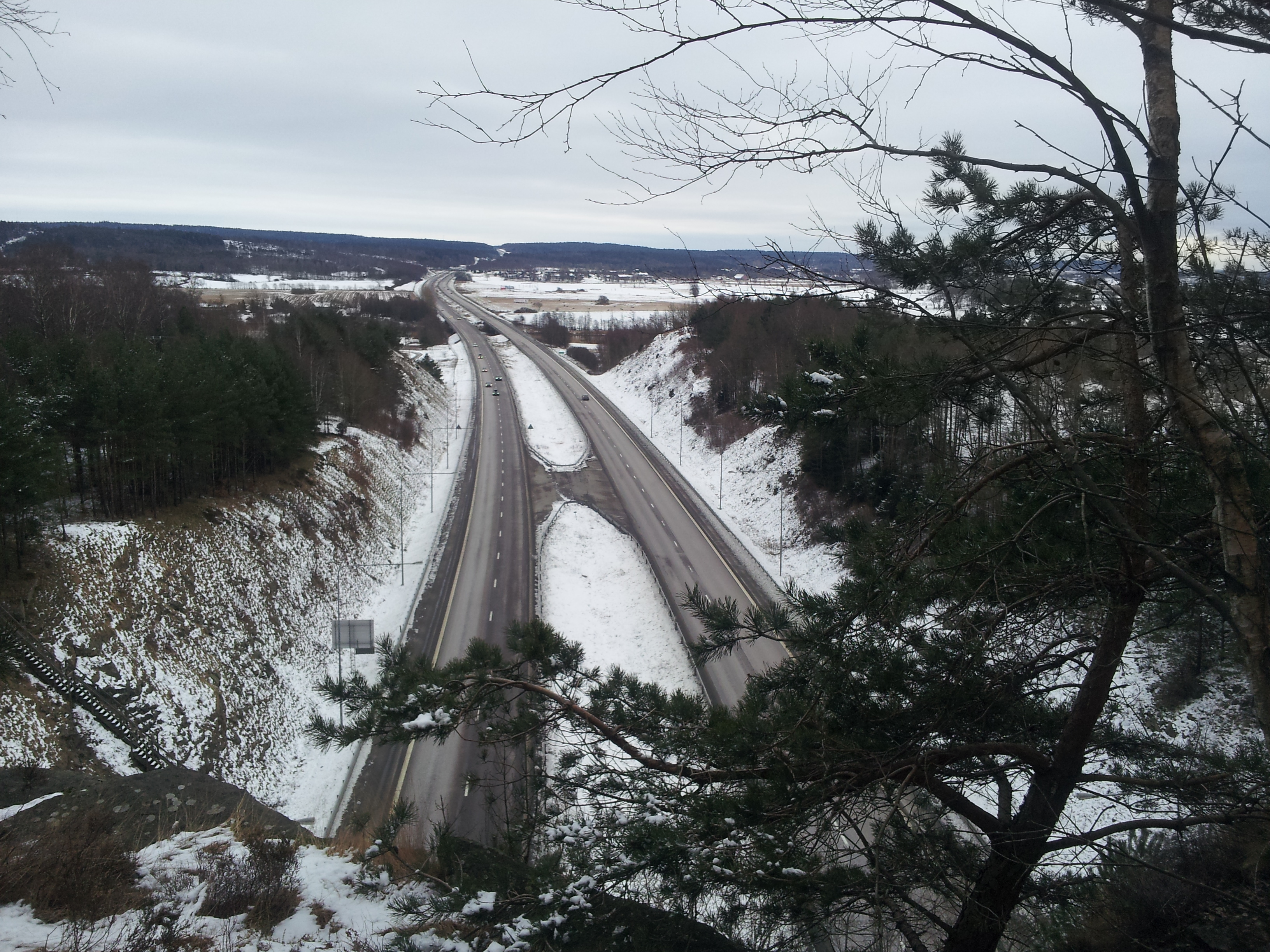
Tunel Värö na północ od Varberg – jedyny tunel położony na południe od Göteborga
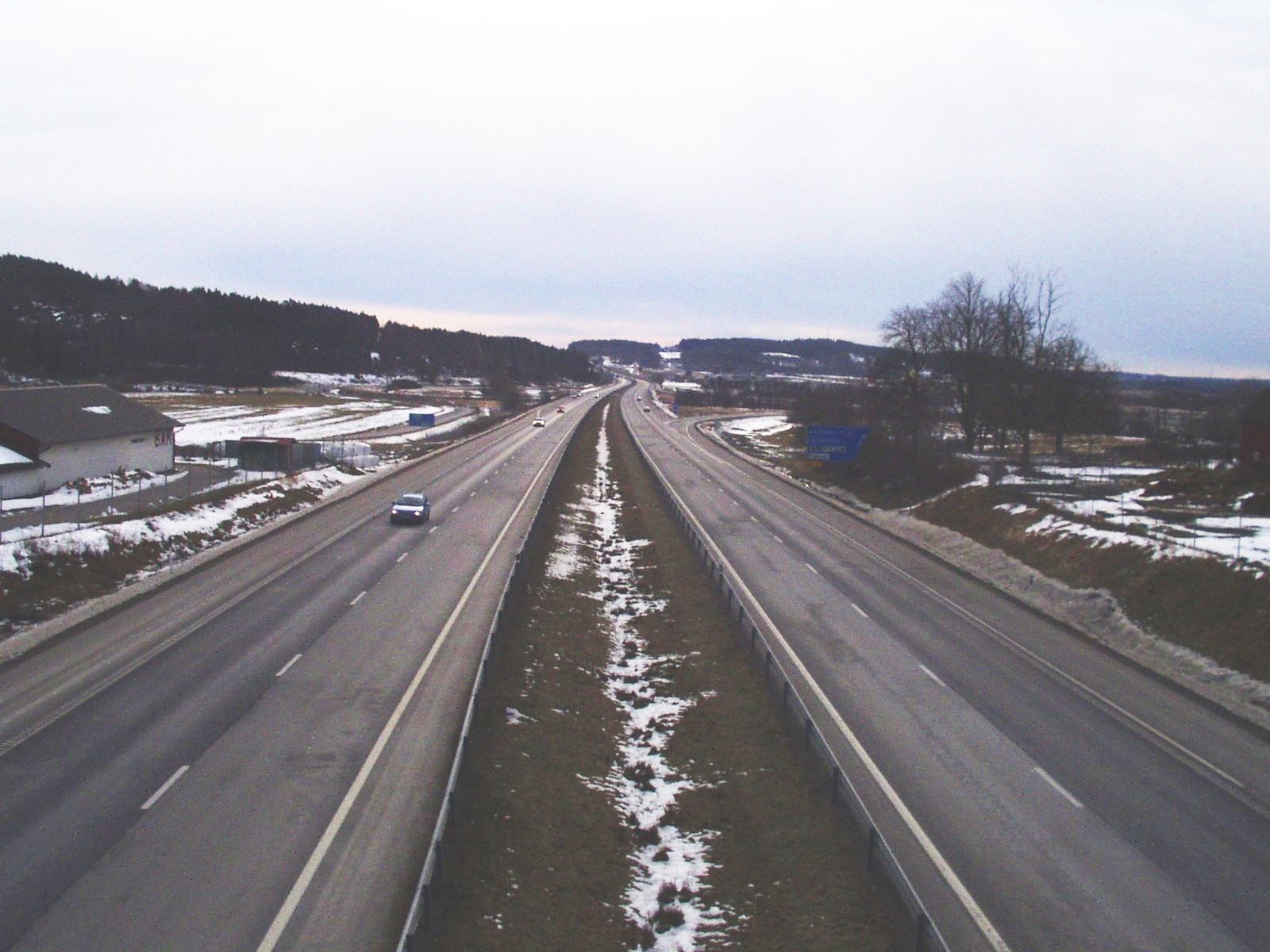
Autostrada E6/E20 za Varbergiem
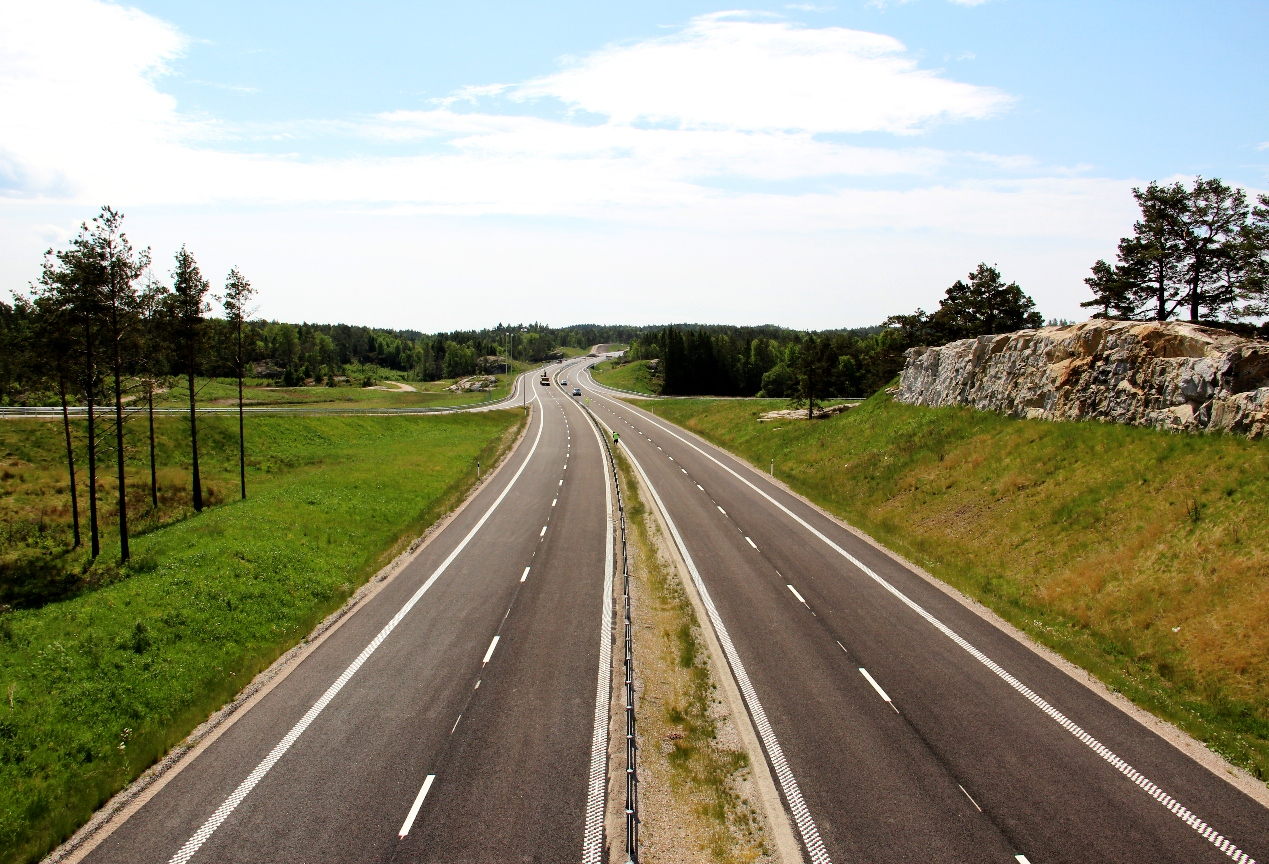
Prace budowlane autostrady w Bohuslän
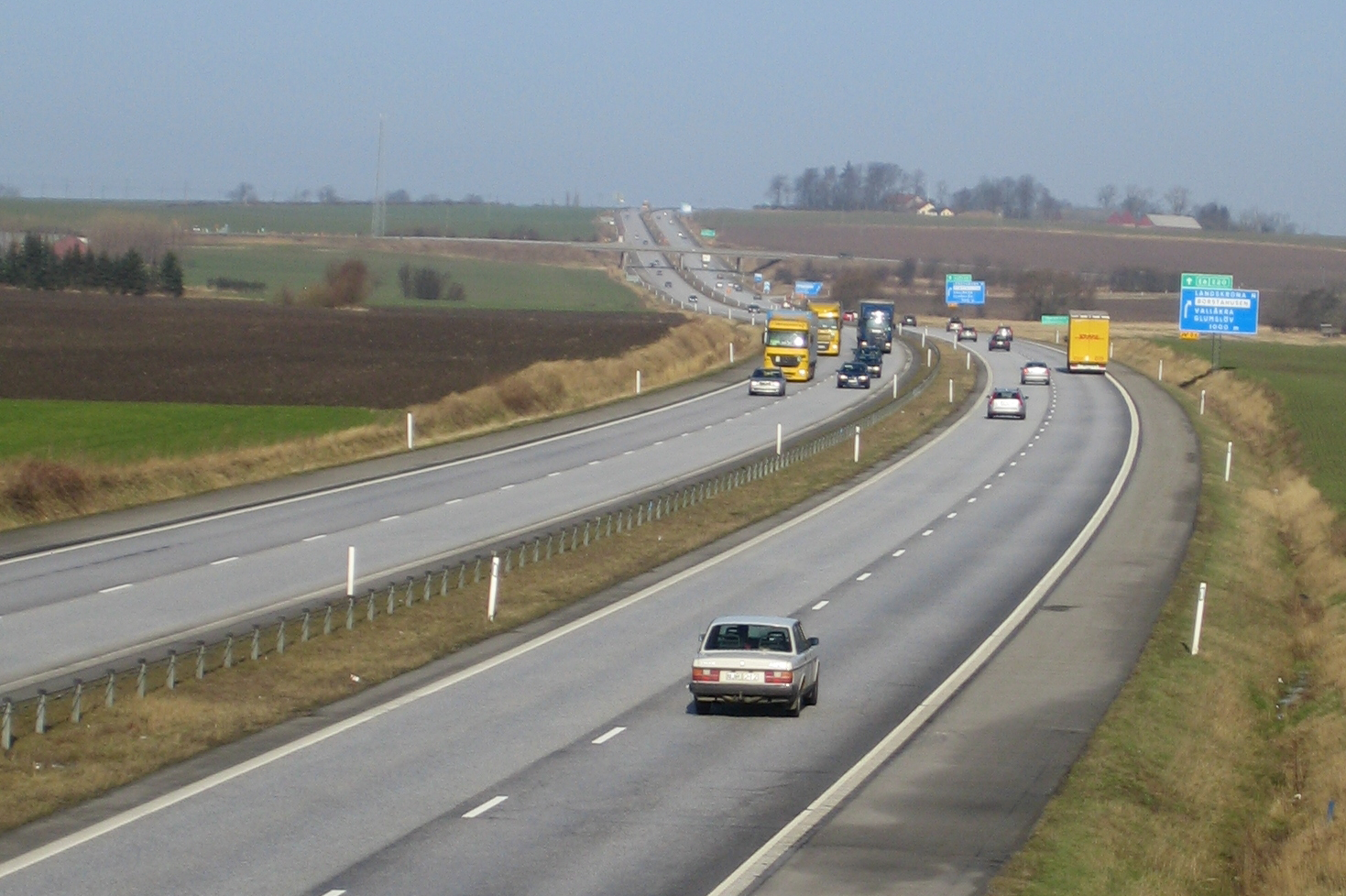
Okolice miejscowości Glumslöv przed węzłem Landskrona N
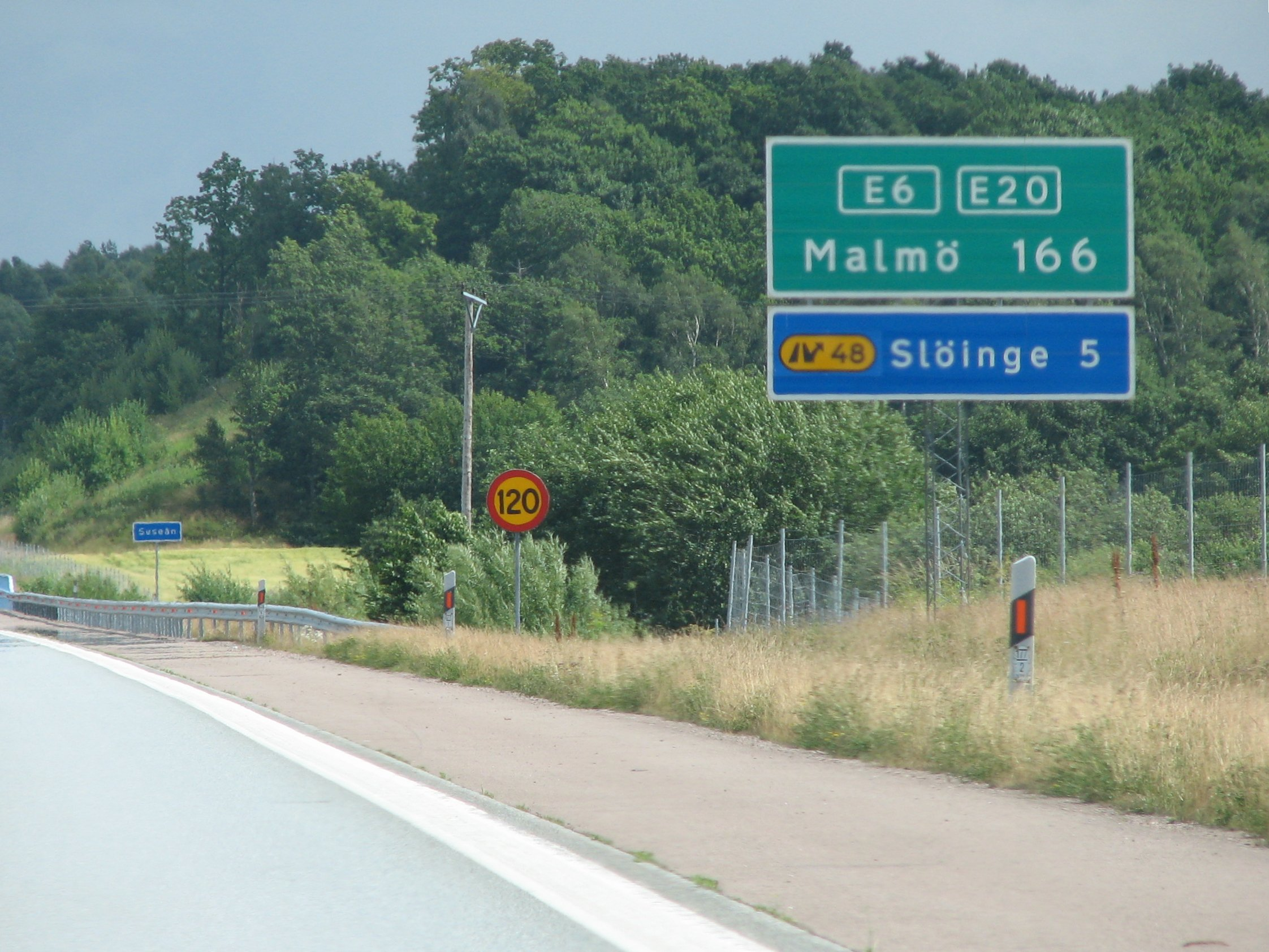
Tablica kierunkowa (166 km do Malmö i 5 km do węzła nr 48 „Slöinge”) i znak ograniczenia prędkości do 120 km/h (wprowadzone 19 czerwca 2003 roku[2])